# Ivisol
Ivisol är en desinfektionsvätska som innehåller 33,9% kaliumhydroxid  (kalilut) dessutom små mängder av EDTA och klorbensylfenol (3%). I Ivisol finns även 23% paraklormetakresol (PKK) i form av kaliumsalt. Ämnet är ännu starkare alkaliskt i stamlösning, pH 13, än Gevisol.
Medlet blev mycket omtalat efter morden på Malmö Östra Sjukhus där en 18-årig beredskapsarbetare hade använt Ivisol och Gevisol för att förgifta åldringar på en långvårdsavdelning.